# Рыжков, Виталь
Виталий Рыжков (бел. Віталь Рыжкоў; род. 28 апреля 1986, Могилёв) — белорусский поэт, музыкант и переводчик. Переводит с английского и украинского языков.

## Биография
Окончил Белорусско-Российский университет (Могилев)..
Стихи печатались в журналах «ARCHE Пачатак», «Сентябрь», «Юность», «Дзеяслоў», еженедельниках «Наша Ніва», «Новое время» и др., сборниках «In Вильнюс veritas» (2007), «Святая правда и другие сказки» (2009).
В 2010 году выпустил сборник стихов «Дзверы, замкнёныя на ключы», в который вошли как оригинальные произведения, так и переводы (из Уистена Хью Одена, Pышарда Крыницкого, Сергея Жадана и др.). Книга сопровождалась диском с авторским исполнением стихов. За этот сборник поэт был удостоен премии «Дебют» им. М. Богдановича.
Участник литературных фестивалей «Порядок слов» (Минск, 2006, 2007, 2008), «Киевские Лавры» (Киев, 2008) и др.
Лауреат премии журнала «Дзеяслоў» «Золотой апостроф» (2008, 2015), конкурса Белорусского ПЕН-центра к столетию газеты «Наша Нива» (Минск, 2006), конкурса памяти Карлоса Шермана (Минск, 2009).
Также известен как хип-хоп исполнитель (под псевдонимом Angst). Участник проекта BELAROOTS.

## Критика и статьи о творчестве
- Чарнякевіч Ц. Паслядоўнасць як метафара дарогі / Ц. Чарнякевіч // Bookster.by. 28 жніўня 2014 г
- Платава, П. Хістанні Віталя Рыжкова / Паліна Платава // Маладосць. — 2014. — № 2. — С. 75-76
- Arnold McMillin. Spring Shoots: Young Belarusian Poets in the Early Twenty-First Century. — Cambridge: MHRA, 2015.
- Матыў падзення ў сучаснай беларускай паэзіі (на матэрыяле зборнікаў В. Рыжкова, Н. Кудасавай, В. Жыбуля) / Ірына Часнок // Журналістыка — 2017 : стан, праблемы і перспектывы : матэрыялы 19-й Міжнароднай навукова-практычнай канферэнцыі (16―17 лістапада). — Мінск, 2017. — С. 414―417